# Двоичный файл
Двоичный файл — последовательность произвольных байтов. Название связано с тем, что байты состоят из бит, то есть двоичных цифр.
Двоичные файлы противопоставляются текстовым файлам. При этом с точки зрения технической реализации на уровне аппаратуры, текстовые файлы являются видом двоичных файлов. Поэтому под определение «двоичный файл» подходит любой файл.
В целом данный термин представляет собой меру отношения потребителя бинарного файла и самого файла. Если потребитель знает структуру и правила, по которым он способен преобразовать данный файл к более высокоуровневому, то он не является для него бинарным. Например, исполняемые файлы являются бинарными для пользователя компьютера, но при этом не являются таковыми для операционной системы.

## Обработка
В операционных системах и библиотеках программирования может быть предусмотрена специальная обработка текстовых файлов в отличие от бинарных. Например, в системах MS-DOS и Windows библиотека стандартного ввода-вывода языка C реализована таким образом, что после открытия файла в «текстовом» режиме последовательность символов \r\n читается как один символ \n, а операция записи, наоборот, записывает символ \n в файл в виде последовательности \r\n. Кроме того, символ ^Z там рассматривается как конец текстового файла, поэтому при чтении файла в текстовом режиме всё, что идёт после этого символа, игнорируется.
Но если файл был открыт в «двоичном» режиме, то чтение и запись происходит строго побайтно, без каких бы то ни было преобразований.

## Визуализация
Для наглядного представления двоичного файла он разбивается на куски равного размера, представляемые в виде чисел, записываемых, обычно, в шестнадцатеричной системе, иногда в восьмеричной, двоичной или десятичной. Означенный размер куска может быть равен одному октету, а также двум или четырём (в случае разбиения на куски по несколько октетов применяется характерный для выбранной системы порядок байтов). Зависимость диапазона представляемых чисел от размера куска показана в таблице:
| октетов | кол-во бит | шестнадцатеричное   | восьмеричное              | десятичное беззнаковое | десятичное знаковое      |
| ------- | ---------- | ------------------- | ------------------------- | ---------------------- | ------------------------ |
| 1       | 8          | 00 … FF             | 000 … 377                 | 0 … 255                | -128 … 127               |
| 2       | 16         | 0000 … FFFF         | 000000 … 177777           | 0 … 65535              | -32768 … 32767           |
| 4       | 32         | 00000000 … FFFFFFFF | 00000000000 … 37777777777 | 0 … 4294967295         | -2147483648 … 2147483647 |

Нередко, помимо числовых значений байтов, выводятся также символы некоторой кодировки, например ASCII. Нижеследующий пример показывает т. н. классический дамп (пооктетное шестнадцатеричное представление по 16 байт в строке, с печатными ASCII-символами справа) начала PNG-файла логотипа Википедии:
```
00000000  89 50 4e 47 0d 0a 1a 0a  00 00 00 0d 49 48 44 52  |.PNG........IHDR|
00000010  00 00 00 87 00 00 00 a0  08 03 00 00 00 11 90 8f  |................|
00000020  b6 00 00 00 04 67 41 4d  41 00 00 d6 d8 d4 4f 58  |.....gAMA.....OX|
00000030  32 00 00 00 19 74 45 58  74 53 6f 66 74 77 61 72  |2....tEXtSoftwar|
00000040  65 00 41 64 6f 62 65 20  49 6d 61 67 65 52 65 61  |e.Adobe ImageRea|
00000050  64 79 71 c9 65 3c 00 00  03 00 50 4c 54 45 22 22  |dyq.e<....PLTE""|
00000060  22 56 56 56 47 47 47 33  33 33 30 30 30 42 42 42  |"VVVGGG333000BBB|
00000070  4b 4b 4b 40 40 40 15 15  15 4f 4f 4f 2c 2c 2c 3c  |KKK@@@...OOO,,,<|
00000080  3c 3c 3e 3e 3e 3a 39 39  04 04 04 1d 1d 1d 35 35  |<<>>>:99......55|
00000090  35 51 50 50 37 37 37 11  11 11 25 25 25 0d 0d 0d  |5QPP777...%%%...|
000000a0  27 27 27 1a 1a 1a 38 38  38 2a 2a 2a 08 08 08 20  |
'''
...888**...  |
000000b0  20 20 17 17 17 2e 2e 2e  13 13 13 bb bb bb 88 88  |  ..............|
```

## Инструменты

### Для визуализации
- debug (в Microsoft Windows, частично)
- hexdump (в FreeBSD, GNU/Linux и т. п.)

### Для редактирования
- HEX-редактор
  - beye (для всех операционных систем, свободная программа)
  - hiew (для DOS, Microsoft Windows, Windows NT)
  - WinHex (для Windows)
  - Sublime Text
  - И другие